# Mikołaj Ugolik
Mikołaj Ugolik (ur. 23 marca 1935 w Harasimowiczach w województwie Białostockim (obecnie województwo Podlaskie), zm. 27 września 1999 w Poznaniu) – polski sadownik, pomolog, fizjolog roślin, nauczyciel akademicki, profesor zwyczajny, były pracownik Uniwersytetu Przyrodniczego w Poznaniu.

## Życiorys
Urodził się 23 marca 1935 roku w Harasimowiczach w województwie podlaskim. Szkołę podstawową rozpoczął w okresie okupacji na tajnym nauczaniu w Różanymstoku, a ukończył w 1952 roku w Szczuczynie Białostockim. Studia wyższe na Oddziale Ogrodniczym Wyższej Szkoły Rolniczej w Poznaniu rozpoczął w 1952 roku i w 1956 otrzymał dyplom inżyniera ogrodnictwa, a rok później magistra. 
Bezpośrednio po studiach odbył roczny staż zawodowy we Francji, a następnie dwuletni staż naukowy w Laboratorium Fitotronowym w Gif-sur-Yvette pod kierunkiem profesora J.P. Nitschego.
W latach 1960–1992 pracował w Katedrze Sadownictwa Akademii Rolniczej w Poznaniu, przechodząc wszystkie stanowiska od asystenta do profesora, zdobywając kolejno stopnie naukowe doktora nauk rolniczych w 1966 roku, doktora habilitowanego nauk przyrodniczych w 1974 roku oraz tytuł naukowy profesora w 1989 roku. 
Zmarł 27 września 1999 roku w Poznaniu i spoczywa na cmentarzu Junikowo w Poznaniu.

## Działalność naukowa
Działalność naukowa profesora Ugolika koncentrowała się głównie na zagadnieniach dotyczących regulatorów wzrostu i ich praktycznego wykorzystania w regulacji wzrostu i owocowania roślin sadowniczych. Badania te doprowadziły do zastosowania egzogennych regulatorów wzrostu do poznania procesów tworzenia i rozwoju owoców. Bardzo ważnym rozdziałem w pracy naukowej było również dokonanie oceny odmian oraz klonów jabłoni, wiśni, czereśni i truskawki, w ilości około 200 odmian, które miały bardzo duże znaczenie dla praktyki, zwłaszcza dla warunków Wielkopolski. Wyniki tych badań pozwoliły na sprecyzowanie zaleceń praktycznych i wprowadzenie do uprawy niektórych odmian. Duże znaczenie aplikacyjne miały także badania nad podkładkami i wstawkami, które unowocześniały technologie produkcji.
Dorobek naukowy profesora Ugolika składa się ze 194 pozycji, w tym 74 rozpraw naukowych oraz 44 komunikatów i doniesień naukowych, które prezentował na sympozjach krajowych i zagranicznych oraz książek. Był również promotorem jednej pracy doktorskiej i opiekunem 72 prac magisterskich.
Za działalność naukową i dydaktyczną otrzymał Krzyż Kawalerski Orderu Odrodzenia Polski (1990), Złoty Krzyż Zasługi (1981), nagrody indywidualne Ministerstwa Nauki i Szkolnictwa Wyższego (1975, 1979) oraz kilkanaście nagród rektora.